# Mosteiro de Karsha
O Mosteiro de Karsha, Gompa de Karsha, Karsha Chamspaling ou Mosteiro de Kursha é um mosteiro budista tibetano (gompa) de Zanskar, no Território da União do Ladaque, noroeste da Índia. Pertence à seita Gelug e é o maior mosteiro de Zanskar. No início do século XXI tinha cerca de 100 ou 150 monges. Possivelmente foi fundado no século X, embora a atual estrutura date do século XIV. No cimo de um monte a oeste do mosteiro masculino há um mosteiro feminino (Dorje Dzong).
Situa-se junto à aldeia homónima, a 3 750 metros de altitude numa escarpa da margem de um afluente do rio Doda (ou Stod), 1,6 km a norte deste último e 3 km a noroeste da confluência do Doda com o Tsarap (distâncias em linha reta). O Tsarap é um dos dois principais braços do rio Zanskar. Por estrada, encontra-se 11 km a nordeste de Padum e 237 km a sudeste de Cargil.

## História e descrição
Segundo algumas fontes, o mosteiro foi originalmente fundado por Phagspa Shesrab, um lotsawa (tradutor para tibetano das escrituras sagradas budistas) de Zanskar. O mosteiro existente data  do século XIV e deve-se ao erudito Dorje Shesrab. Mais tarde, Shesrab Zangpo integrou o mosteiro na seita Gelug. Segundo a tradição, teria sido fundado por Padmasambhava (século VIII), mas embora alguns relevos em rocha atestem a antiguidade como local de culto, a parte mais antiga do mosteiro atual, um templo dedicado Avalokiteśvara chamado Chuk-shik-jal, tem pinturas murais que o ligam a Rinchen Zangpo (958–1055), outro lotsawa do reino de Guge. Há vestígios do mosteiro do tempo de Rinchen Zangpo em volta do mosteiro feminino de Dorje Dzong.
O complexo, um conjunto impressionante de edifícios caiados de branco que cobrem a encosta e que se avista desde vários quilómetros, inclui numerosas capelas e aposentos residenciais. No centro ergue-se a sala de assembleia principal, onde se encontra um trono reservado ao lama superior. Atrás do trono está uma estátua de Lhaso Cho Rinpoche que foi trazida de Lassa na década de 1960 e tem uma coroa de ouro decorada com cornalina e turquesa.
Nas imediações da sala de assembleia principal há três capelas com numerosas estátuas de divindades e chortens de prata e de cobre. O complexo tem também um grande templo, chamado Lhabrang, cujas paredes interiores estão decoradas com frescos que se supõe serem do século XVII ou mais antigos e que apresentam cinco formas diferentes de Buda.
No recinto do mosteiro há um chorten que contém a múmia de um lama que está selada numa urna forrada a prata. Durante uma das guerras indo-paquistanesas a cobertura de prata do chorten foi saqueada, o que deixou à vista a madeira trabalhada da moldura do relicário. Este foi depois restaurado e pintado.
O festival do mosteiro — Karsha Gustor — era originalmente realizado entre o 26.º e 29.º dia do 11.º mês do calendário tibetano, que geralmente calha em janeiro, mas atualmente é celebrado  no 28.º e 29.º dia do 6.º mês do calendário tibetano (julho ou agosto). O ponto alto do festival são os espetáculos de dança sagrada com máscaras (cham) realizados pelos monges.